# تشيت بيكر

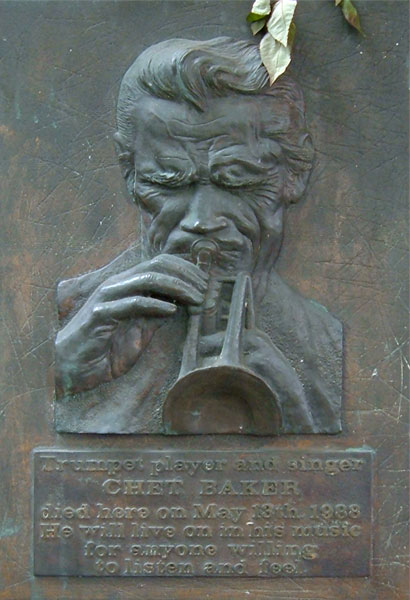
لوحة لتخليد ذكراه في أمستردام

تشيسني هنري «تشيت» بيكر الابن (بالإنجليزية: Chesney Henry "Chet" Baker Jr)‏ (ولد 23 ديسمبر 1929 - 13 مايو 1988) كان موسيقار جاز أمريكي.
كان تشيت موسيقي جاز بارز في خمسينات القرن العشرين متخصصا في الموسيقى الهادئة والكئيبة. لكن نجاحه تشوش بسبب إدمانه المخدرات، خاصة في الستينات حينما سجن. في السيعينات استعاد نجاحه.
توفي عام 1988 بعد سقوطه من نافذة أحد الفنادق.

## سيرته

### النشأة
ولد وترعرع في يالة في أوكلاهوما. كان والده عازف قيثارة وقد شجعه على تعلم عزف المترددة التي استبدلها لاحقا بالبوق.
تلقى بيكر بعض التعليم الموسيقي في مدرسة غلينديل الاعدادية، لكنه ترك المدرسة في جيل 16 عاما في 1946 لينضم إلى الجيش الأمريكي. تم وضعه في برلين حيث انضم إلى فرقة موسيقية عسكرية. بعد مغادرته الجيش عام 1948 درس الموسيقى النظرية في كلية إل كامينو في لوس أنجيلس. ترك الكلية في السنة الثانية وعاد إلى الجيش عام 1950. لكنه عاد وغادر الجيش ليحاول أن يصبح عازفا محترفا.

### نجاحه
كانت أولى حفلات بيكر الملحوظة مع فرقة عازف الساكسفون فيدو موسو وأيضا مع عازف الساكسفون ستان غيتس، عام 1951 اكتسب شهرة أكبر بعد أن اختاره تشارلي باركر ليعزف له في عدة عروض في الساحل الغربي.
عام 1952، انضم بيكر إلى رباعية جيري موليغان، التي حازت على نجاح سريع. سرعان ما تفككت الرباعية بعد عام واحد بسبب سجن موليغان بسبب المخدرات.

### ادمانه المخدرات وانحسار النجاح
بدأ بيكر بتعاطي الهيروين في الخمسينات. في الستينات تم سجنه لعام ونيّف في إيطالية بسبب المخدرات كما تم طرده لاحقا من ألمانية الغربية وإنجلترة بسبب جرائم متعلقة بالمخدرات. في نهاية المطاف تم ترحيله من ألمانية الغربية إلى الولايات المتحدة الأمريكية بعد مخالفته القانون للمرة الثانية. استقر في ميلبيتاس في شمال كاليفورنيا حيث استمر في العزف في سان حوزية وسان فرانسيسكو بين فترات سجن قصيرة بسبب تزييف وصفات طبية.

### موته
في 13 مايو 1988 الساعة 3:00 تقريبا عثر على جثته في الشارع الذي تحت غرفته الواقعة في الطابق الثاني من فندق برينس هندريك في أمستردام. تم العثور على كوكائين وهروين في غرفته كما بينت الفحوصات الطبية على احتواء جسمه على هذه المواد. لم تكن هنالك آثار صراع وأعلن أن موته كان عرضيا. لكن انعدام الشهود أثار شائعات حول كون موته جريمة قتل أو نتيجة انتحار.
تم دفنه في مقبرة إنجلوود بارك في إنجلوود، كاليفورنيا. كما توجد لوحة لتخليد ذكراه مكان موته في أمستردام.

## روابط خارجية
- تشيت بيكر على موقع IMDb (الإنجليزية)
- تشيت بيكر على موقع الموسوعة البريطانية (الإنجليزية)
- تشيت بيكر على موقع ميوزك برينز (الإنجليزية)
- تشيت بيكر على موقع إن إن دي بي (الإنجليزية)
- تشيت بيكر على موقع أول ميوزيك (الإنجليزية)
- تشيت بيكر على موقع ديسكوغز (الإنجليزية)
- تشيت بيكر على موقع قاعدة بيانات الفيلم (الإنجليزية)